# Maladera
Maladera là một chi bọ cánh cứng trong họ Scarabaeidae, gồm các loài Maladera insanabilis và Maladera castanea.

## Hình ảnh

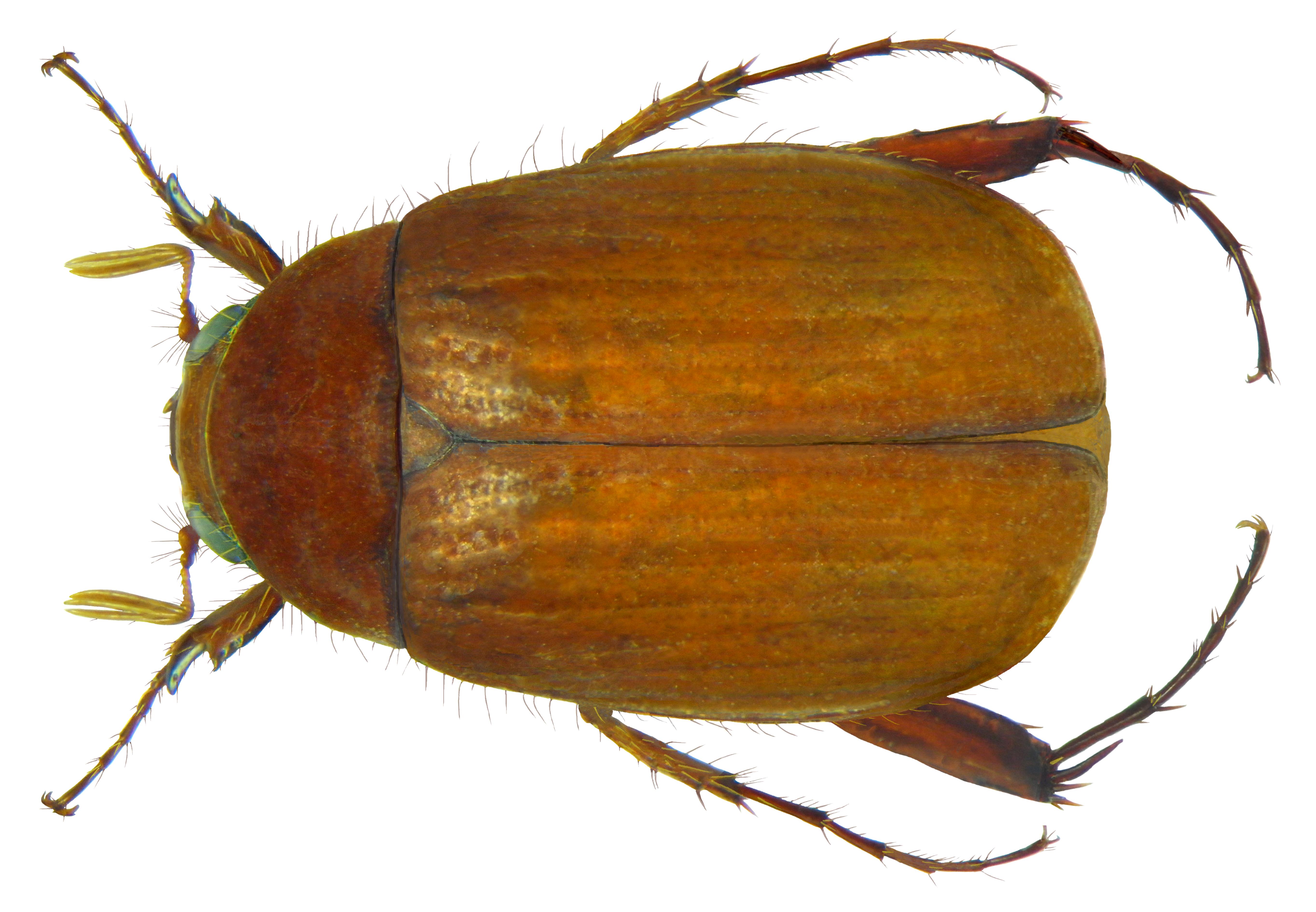